# Росс, Тадеуш
Тадеуш Эдвард Росс (пол. Tadeusz Edward Ross, 14 марта 1938 года, Варшава — 14 декабря 2021 года, там же) — польский актёр, сатирик, исполнитель песен, автор музыки, песен и стихов для детей, сценарист и политик. Посол на Сейм VI каденции, депутат Европарламента VII каденции.

## Биография
Сын Тадеуша и Карины. В 1959 году окончил Государственную высшую театральную школу и дебютировал в театре. Известность получил по телевизионным и эстрадным сатирическим и кабаре выступлениям, в частности по программе «Зулу-Гула». Вместе с Петром Фрончевским создавал сатирические аудио-циклы на PR3, в частности Беседы (в рамках программы 60 минут часа). Самостоятельно создал серию монологов о Сташике. Был автором сценария нескольких серий сериала Молодожёны.
На местных выборах 2006 года был избран в состав городского совета Варшавы, выдвигался кандидатом от Гражданской платформы на Мокотуве. На парламентских выборах 2007 года получил мандат посла на Сейм VI каденции, кандидатом от Гражданской платформы в варшавском избирательном округе № 19.
Неудачно баллотировался на выборах в Европарламент 2009 года от Гражданской Платформы по варшавскому избирательному округу № 4. На парламентских выборах 2011 года не сумел сохранить мандат посла на Сейм. В 2013 году получил мандат депутата Евросоюза VII каденции, заменив Рафала Тшасковского. В Европарламента присоединился к фракции христианских демократов. В 2014 году не был переизбран. В этом же году избран членом совета Пясечинского повята. Навыборах 2015 года неудачно баллотировался в Сенат, в качестве кандидата Гражданской Платформы, заняв 2 место из 5 кандидатов. После местных выборов 2018 года вернулся в состав Варшавского городского совета. На выборах 2019 года баллотировался в Сейм, как кандидат от Гражданской Коалиции, но мандат не получил.
Умер 14 декабря 2021 года. Был похоронен 22 декабря на кладбище Воинские Повонзки.

## Личная жизнь
Пятикратно был женат, в том числе на известной танцовщице Малгожате Потоцкой. Последней женой была журналистка Соня Росс. У Тадеуша Росса семеро детей.

## Фильмография
| Год       |     | Русское название                | Оригинальное название          | Роль                                                                                           |
| --------- | --- | ------------------------------- | ------------------------------ | ---------------------------------------------------------------------------------------------- |
| 1957      | тф  | Канал                           | Kanał                          | повстанец / powstaniec                                                                         |
| 1961      | тсп | Хорошие поступки Войцеха Оздобы | Dobre uczynki Wojciecha Ozdoby |                                                                                                |
| 1961      | тсп | Бал манекенов                   | Bal manekinów                  |                                                                                                |
| 1962      | тсп | Романтики                       | Romantyczni                    |                                                                                                |
| 1963      | тсп | Последние                       | Ostatni                        | второй солдат / żołnierz II                                                                    |
| 1963      | тсп | Письма из Сталинграда           | Listy ze Stalingradu           | голос за кадром                                                                                |
| 1964      | тсп | Туфли из крокодила              | Pantofelki z krokodyla         | Клифт / Clift                                                                                  |
| 1965      | мтф | Подземный фронт                 | Podziemny front                | солдат Армии Людовой / żołnierz AL                                                             |
| 1966      | тсп | Каторжанская мазурка            | Mazur kajdaniarski             | интелегент / inteligent                                                                        |
| 1967      | кор | Шах и мат!                      | Szach i mat!                   | шейх / szejk                                                                                   |
| 1968      | тсп | Похищение сабинянок             | Porwanie Sabinek               |                                                                                                |
| 1970      | тф  | Пейзаж с героем                 | Pejzaż z bohaterem             | мужчина в поезде, рассказывающий о верблюде / mężczyzna w pociągu opowiadający o wielbłądzie   |
| 1971      | тф  | Миллион за Лауру                | Milion za Laurę                | ассистент председателя комиссии на телевидении / asystent przewodniczącego komisji w telewizji |
| 1973      | мф  | Сентиментальная история         | Historia sentymentalna         |                                                                                                |
| 1997—2021 | с   | Клан                            | Klan                           | Станислав Лахман / Stanisław Lachman                                                           |
| 2000      | с   | Грачиковы                       | Graczykowie                    |                                                                                                |
| 2004—2010 | с   | Вдалеке от носилок              | Daleko od noszy                | разные роли                                                                                    |
| 2007      | с   | Няня                            | Niania                         | мужчина в ресторане / mężczyzna w restauracji                                                  |
| 2010      | с   | Плебания                        | Plebania                       | Тутка / Tutka                                                                                  |
| 2015      | с   | В добре и в зле                 | Na dobre i na złe              | Луцян, муж Лилианы / Lucjan, mąż Liliany                                                       |
| 2015      | с   | Блондинка                       | Blondynka                      | ветеринар Игорь / weterynarz Igor                                                              |
| 2019—2020 | с   | Пассионарии                     | Pasjonaci                      | сенатор Генрик Грабиньский / senator Henryk Grabiński                                          |

## Награды
- 1979: Почётная награда «За заслуги для Варшавы»[13].